# Chūō-kōchi
Chūō-kōchi (jap. 中央高地, dt. „zentrales Hochland“) bezeichnet den zentralen Teil der geografischen Region Chūbu in der Mitte der Hauptinsel Honshū von Japan.

## Ausdehnung und Untergliederung
Sie umfasst die beiden Präfekturen Nagano und Yamanashi, sowie den nördlichen bzw. östlichen Teil der Präfektur Gifu. Die genaue Definition variiert und umfasst von Gifu entweder nur die Berge- und Gebirgslandschaft, das ehemalige Gebiet der historischen Provinz Hida im Norden oder Tōnō (d. h. Ost-Nōshū) im Südosten.
Nagano, Yamanashi und Gifu insbesondere in der Hida-Definition werden auch als Tōsan-Region (東山地方, -chihō) bezeichnet, in Anlehnung an die historische Region Tōsandō des Gokishichidō-Systems, deren südliche Gebiete Tōsan umfasst.
Yamanashi und Nagano werden zudem als Region Kōshin (甲信地方, -chihō) bezeichnet, was sich von deren Vorgängerprovinzen Kōshū und Shinshū ableitet.
Hiernach benannt ist auch die Chūō-Linie, eine Eisenbahnstrecke, die von Tokyo nach Nagoya über das Inland führt.

## Klima
Das Gebiet ist eine Zone mit gemäßigtem Klima und vergleichsweise großen Temperaturunterschieden zwischen Tag und Nacht sowie Sommer und Winter. Der Mai ist der wärmste Monat der Region, im Winter liegen die Temperaturen meist unter dem Gefrierpunkt. Die Region hat eine kurze Regenzeit (Tsuyu) im April und Mai, während deren häufig Nebel auftritt.

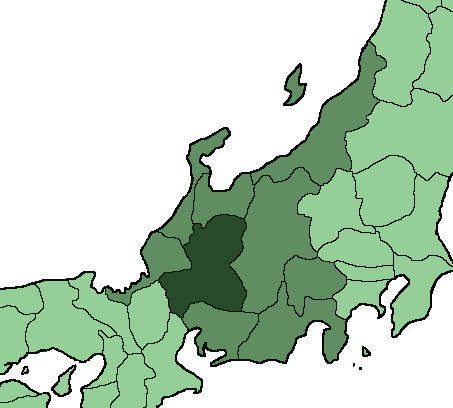
Präfektur Gifu in der Region Chūbu
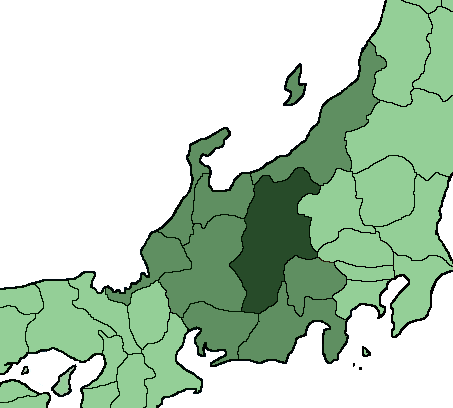
Präfektur Nagano in der Region Chūbu
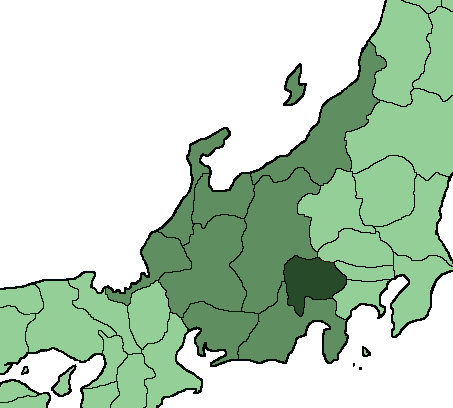
Präfektur Yamanashi in der Region Chūbu